# 関秀章
関 秀章（せき ひであき、1957年4月19日 - ）は、放送作家・メディアコラムニスト。テレビ・ラジオの番組制作会社のジャンプコーポレーションの企画顧問も務める。東京都出身。

## 経歴
- 中央大学文学部卒業後、TUC（現在のテレコムスタッフ）に入社。CMプランナー・コピーライターの業務を担当。
- 同社退社後はバンド活動やラーメン店勤務などを経て、1982年に放送作家としてデビュー。放送作家としての最大のヒット作品は「ニュースステーション」（テレビ朝日系）の『金曜チェック』。番組では金曜版のゲストから司会の久米に「誰が作ってるんですか？」と聞かれ、久米は「これはですね、関という男が…」と説明しかけて「さて」と話題を変えられたこともある。
- 放送作家以外にも各種イベントのプロデュース、テレビのコメンテーター、ラジオのパーソナリティ（「東京っ子NIGHTお遊びジョーズ」、文化放送）なども務める。

## 出演番組
- 北野チャンネル - 構成も担当、「毒カルチョ」出演
- ホットポップ スタジアム（FM横浜）

## 放送作家としての担当番組

### NHK
- NHK紅白歌合戦
- ポップジャム
- ふたりのビッグショー
- ブラタモリ

### TBS系
- 所さんの20世紀解体新書

### テレビ朝日系
- ニュースステーション
- ビートたけしのTVタックル
- クイズタイムショック（生島版）
- たけしの万物創世紀（朝日放送制作）
- 大改造!!劇的ビフォーアフター（朝日放送制作）
- 奇跡の地球物語
- ねっとパラダイス（番組初期ではITニュースウォッチャー役で出演も兼任）

### テレビ東京系
- シンボルず - 企画ブレーン

## プロデュースしたイベント
- 住友グループ「SUMITOMO ONE」
- NTT「19（トーク）の日」
- 小山ゆうえんち
- インパク（インターネット博覧会）
- サッカー静岡カップ

## 著書
- イエローマジックウーマン（1990/10　朝日新聞社　ISBN 4022562226）
- 傑作！テレビズム（1992/3　コスモの本　ISBN 4906380204）